# 三上枝織
三上 枝織（みかみ しおり、本名同じ、1989年〈昭和64年〉1月6日 - ）は、日本の女性声優。青森県出身。青二プロダクション所属。

## 経歴
1989年1月6日、青森県生まれ。中学ではソフトテニス部、高校では茶華道部に所属。高校では放送委員の委員長を経験。
2007年に上京 し、東京アナウンス学院に入学。同年11月には、文化放送・超!A&G+『智一・美樹のラジオビッグバン』第7期BGPとしてラジオ初レギュラー。
2008年、「第2回声優アワード新人発掘オーディション」で7社からのオファーを獲得し、在学中のまま青二プロダクションに所属。『しゅごキャラ!』の女子生徒役で声優デビュー。
2009年、東京アナウンス学院放送声優科卒業。
2012年、「第6回声優アワード」で新人女優賞を受賞。
2014年、Webラジオ番組『A&G NEXT GENERATION Lady Go!!』の出演者5人で声優ユニット「.lady.（ドットレディ）」を結成、リーダーを担当。

## 人物

### 愛称
愛称「みかしー」はセガのプロデューサーが名付け親。他には「しおりん」と呼ばれており、事務所の先輩でもある神田朱未や、OToGi8で共演したメンバーなどが用いている。

### 特技
主な特技に幼少から習っていたピアノがあり、『ゆるゆり』のライブイベントにおいて約5,000人の観客の前でソロの弾き語りを披露したことがある。ほかの特技には中学の部活で行っていたソフトテニスなど。
保有資格は普通運転免許（マニュアル）、漢字検定2級、そろばん1級、暗算1級、船舶免許2級
津軽弁が得意でたびたび披露している。また、テレビアニメ『てさぐれ!部活もの すぴんおふ プルプルんシャルムと遊ぼう』では津軽弁のキャラクターを演じ、主題歌にも津軽弁の合いの手を入れる、ボイスコミック及びテレビアニメ『じいさんばあさん若返る』では方言指導も担当するなど、作品内で披露する機会もある。

### 趣味・嗜好
趣味は写真撮影。
好きな食べ物には焼肉を挙げ、2014年だけで少なくとも45回以上行ったという。甘いもの（特にチョコレート、パフェ）も好きである。酒も好きで、梅酒、白ワイン、日本酒を好んで嗜む。
好きな生き物は猫。過去に飼ったことはないため猫雑誌や猫カフェに行くなどして接しているが、将来的には猫と一緒に暮らすのが夢と語っている。嫌いな生き物にはテントウムシを挙げ、「生きている生物の中で一番苦手」と告白している。

### エピソード
- 長所は「マイペース」、短所は「マイペース過ぎる」[26]。
- 座右の銘は「私らしく行こう」[10]、「なるようになるさ」[8]。
- 声優を志すきっかけとなったアニメに、祖母の家で鑑賞した『セイバーマリオネットJ』を挙げている[10]。また、『ポポロクロイス』を観ていたという[8]。ほとんどテレビゲームのプレイ経験は無いというが、プレイしたことのあるゲームに『ポポロクロイス物語』[8]『ぷよぷよ』『真説・夢見館 扉の奥に誰かが…』を挙げている[27]。一方、自身が声優として参加しているソーシャルゲームなどをプレーすることがある[28]。
- 『東奥日報』（東奥日報社）の夕刊一面で本人が特集されたことがある[29]。これがきっかけで青森県内のイベントやNHK青森放送局のラジオ番組など地元でのイベント出演が増えているという[30][31]。
- 2017年10月8日朝、イベントのために訪れていた青森市内で偶然サルを目撃し、その様子をスマートフォンで撮影。撮影した映像は青森朝日放送に提供され、同日夕方のテレビ朝日系報道番組『スーパーJチャンネル』で本人のインタビューと共に放送された[32][33][34]。

### 交友関係
『ゆるゆり』で共演する七森中☆ごらく部のメンバー（大坪由佳、津田美波、大久保瑠美）や、『A&G NEXT GENERATION Lady Go!!』のパーソナリティ（上坂すみれ、小松未可子、大久保瑠美、高森奈津美）とはイベントやネットメディアを通じて露出する機会が多い。
同じ事務所の同期である佐々木愛、藤堂真衣、斉藤佑圭、丸山未沙希、西村麻弥、また先輩の佐藤聡美などと親しい。特に佐藤は三上と同じく東京アナウンス学院卒業であり、前述の『ラジオビッグバン』のBGP出身者でもある。また、DVD発売イベントや動画など共演も多い。他に、小野恵令奈 や、ユカフィン・ドール（アフィリア・サーガ）、美月リカ との交流もみられる。
同じ事務所の先輩である井上麻里奈に憧れている。2008年に井上が主演を務めた『スキップ・ビート!』が初共演であり、当時から井上の演技や座長としての立ち振る舞いを見て「かっこいいなぁ」「劇中劇をこんなに出来ないと座長は務まらないんだなぁ」と憧れ、新人としてお茶くみもしていた三上に感謝の気持ちをおくってくれたことに対し「こうありたいな…」と思ったという。

## 出演
太字はメインキャラクター。

### テレビアニメ
2008年
- しゅごキャラ!（2008年 - 2009年、女子生徒、子供、女の子、つくし） - 2シリーズ
- スキップ・ビート!（和美、由美子、本宮香 ほか）

2009年
- 怪談レストラン（女の子、岡村はるな、長山）
- けんぷファー（2009年 - 2011年、西乃ますみ、女子生徒B） - 1シリーズ + 特別編
- 咲-Saki-（門松葉子）
- 涼宮ハルヒの憂鬱（2009年版）（女子A）
- 戦場のヴァルキュリア（ステラの友達）
- DARKER THAN BLACK -流星の双子-（女の子A）

2010年
- ネットミラクルショッピング 2ndシーズン（ゼリーちゃん）

2011年
- うさぎドロップ（電車内のお母さん）
- さきいか君（貝柱ちゃん）
- セイクリッドセブン（シオリ）
- そふてにっ（店員）
- デジモンクロスウォーズ 〜悪のデスジェネラルと七つの王国〜（チョコモン1）
- ゆるゆり（2011年 - 2015年、赤座あかり） - 3シリーズ + 特別編
- ONE PIECE（2011年 - 2024年、女性客、アリー、子供、女の子、ひばり）

2012年
- アドリブアニメ研究所（いた子）
- イクシオン サーガ DT（エカルラート姫）
- 妖狐×僕SS（女の子、女子1）
- さんかれあ（志野方恋、級友A）
- シャイニング・ハーツ 〜幸せのパン〜（エアリィ）
- ソードアート・オンライン（ミナ）
- 這いよれ! ニャル子さん（グタタン）
- 氷菓（神田、佐山、子ども、お天気お姉さん、森〈漫研部員〉、飯塚〈漫研部員〉、女子生徒、中村、女性）
- ファイ・ブレイン 神のパズル（店員）
- BTOOOM!（ミホ）

2013年
- 俺の彼女と幼なじみが修羅場すぎる（田中好恵）
- 進撃の巨人（2013年 - 2023年、クリスタ・レンズ / ヒストリア・レイス） - 7シリーズ
- たまこまーけっと（木更木夕子）
- 魔界王子 devils and realist（ラミア）
- 問題児たちが異世界から来るそうですよ?（リリ）

2014年
- 甘城ブリリアントパーク（コボリー、アーシェ）
- いなり、こんこん、恋いろは。（大宮能売神）
- ウィザード・バリスターズ 弁魔士セシル（楓）
- ガールフレンド（仮）（森園芽以）
- pupa（有田雄平〈幼少期〉）
- みんな集まれ!ファルコム学園（2014年 - 2015年、アイシャ、モナ君） - 2シリーズ
- モモキュンソード（天女隊 林檎）
- ワールドトリガー（2014年 - 2016年、綾辻遥、春川青葉）

2015年
- 進撃!巨人中学校（クリスタ・レンズ）
- てさぐれ!部活もの すぴんおふ プルプルんシャルムと遊ぼう（有栖川凛）

2016年
- シュヴァルツェスマーケン（ニコラ・ミヒャルケ）
- ビッグオーダー（紅鈴、星宮エイジ〈幼少期〉）
- ふらいんぐうぃっち（石渡那央）

2017年
- セイレン（上崎真詩）
- チェインクロニクル 〜ヘクセイタスの閃〜（ケマミレ）
- けものフレンズ（2017年 - 2019年、アフリカオオコノハズク） - 2シリーズ

2018年
- つくもがみ貸します（早苗）

2019年
- 魔法少女特殊戦あすか（志摩）
- 俺を好きなのはお前だけかよ（あすなろ〈羽立桧菜〉）
- クレヨンしんちゃん（2019年 - 2021年、女の子、せつ子）

2020年
- ぐらぶるっ!（メリッサベル）

2021年
- Fairy蘭丸〜あなたの心お助けします〜（女王）
- ましろのおと（田沼舞）
- マジカパーティ（ペタツムリ）
- 180秒で君の耳を幸せにできるか?（澤家月光）

2022年
- 明日ちゃんのセーラー服（峠口鮎美）
- 異世界迷宮でハーレムを（ロクサーヌ）
- 5億年ボタン【公式】〜菅原そうたのショートショート〜（うんこちゃん、猫）

2023年
- トニカクカワイイ（百鬼桜花）
- ちびまる子ちゃん（まい）

2024年
- じいさんばあさん若返る（斎藤未乃）
- 戦隊大失格（2024年 - 2025年、薄久保天使） - 2シリーズ
- 多数欠（神臣）

2025年
- ロックは淑女の嗜みでして（ハルミ）

時期未定
- 魔法少女育成計画 restart（メルヴィル）

### 劇場アニメ
- トワノクオン（2011年）
- セイクリッドセブン 銀月の翼（2012年、シオリ）
- 劇場版 進撃の巨人（2014年 - 2018年、クリスタ・レンズ[78]） - 3作品
- 劇場版 美少女戦士セーラームーンCosmos（2023年、セーラーレテ[79]） - 前後編
- 大室家 dear sisters（2024年、赤座あかり）

### OVA
2013年
- 問題児たちが異世界から来るそうですよ? 〜温泉漫遊記〜（リリ）※小説第8巻オリジナルアニメ ブルーレイ同梱版

2014年
- 甘城ブリリアントパーク わくわくミニシアター らくがきバックステージ（2014年 - 2015年、コボリー、アーシェ）
- いなり、こんこん、恋いろは。（大宮能売神）※コミックスオリジナルアニメ ブルーレイ同梱版
- 進撃の巨人 #3.75「困難」（クリスタ・レンズ）※コミックス第14巻DVD付き限定版
- チェインクロニクル 〜ショートアニメ〜（リフレット）
- ツブ★ドル（寸沢嵐ちさと）
- ゆるゆり なちゅやちゅみ!（赤座あかり）

2015年
- 甘城ブリリアントパーク 特別編（コボリー）- 第14話
- ビッグオーダー（紅鈴、星宮エイジ〈幼少期〉）※コミックス第8巻 オリジナルアニメBD付き限定版

2020年
- 俺を好きなのはお前だけかよ〜俺たちのゲームセット〜（あすなろ〈羽立桧菜〉）

### Webアニメ
- スーパーショートコミックス（2015年、みゆき[84]）
- ロボットガールズZ プラス（2015年、號ちゃん〈ゲッター號〉[85]）
- GOD EATER レゾなんとか劇場（2018年、小松菜アスナ）
- みにゆり（2019年、赤座あかり[86]）
- 恋するワンピース（2025年、肝試し女子②[初出 5]）

### ゲーム
2009年
- Ys SEVEN（アイシャ・サリ・エドナス）
- テイルズ オブ ザ ワールド レディアント マイソロジー2（ヒーローズボイス）
- リルぷりっ ゆびぷるひめチェン!（笹原名月）

2010年
- アルトネリコ3 世界終焉の引鉄は少女の詩が弾く（藍紗 他）
- イースvs.空の軌跡 オルタナティブ・サーガ（アイシャ・サリ・エドナス）
- ゴッドイーター バースト（プレイヤーボイス）
- 戦場のヴァルキュリア2 ガリア王立士官学校（コリーン・セルシウス、ヤーデ）

2011年
- テイルズ オブ ザ ワールド レディアント マイソロジー3（ヒーローズボイス）

2012年
- アンチェインブレイズ エクシヴ（ヒルダ）
- クロヒョウ2 龍が如く 阿修羅編（美姫）
- シャイニング・ブレイド（エアリィ）
- スタプラ!（叶ゆりあ）
- マジカルバトルフェスタ（星咲いおん）
- 桃色大戦ぱいろん+（シラユキ、渡邊もも）
- 三國志12

2013年
- イクシオン サーガ（ヒロインA）
- ガールフレンド（仮）（森園芽以）
- ゴッドイーター2（プレイヤーボイス）
- シャイニング・アーク（鋼刃丸、アリーゼ）
- 真・三國無双7（関銀屏）
- 真・三國無双7 猛将伝（関銀屏）
- デーモントライヴ（レッドフード）
- ドラゴンタクティクス∞（ネフラ）
- ドラゴンタクティクス レガリア（ルナ）
- 這いよれ! ニャル子さん 名伏しがたいゲームのようなもの（グタタン）

2014年
- 海賊ファンタジア（電撃竜コロナ）
- CV 〜キャスティングボイス〜（壱式琴音）
- ケイオスリングスIII プリクエル・トリロジー（パティ）
- 白猫プロジェクト（スピカ）
- 真・三國無双7 Empires（関銀屏）
- 真・三國無双ブラスト（関銀屏）
- チェインクロニクル（ヘロディア、シューレ、シャーリー、ウィヴェア）
- チェインクロニクル 〜絆の新大陸〜
- チェインクロニクルV
- テイルズ オブ リンク（サラ）
- 封印勇者（ミーケ、リリィ、シオ、シルフィー）
- 魔装詠唱バトルスター
- 魔法少女大戦 ZANBATSU（白鳥音緒）
- ロボットガールズZ ONLINE（號ちゃん〈ゲッター號〉）

2015年
- ウチの姫さまがいちばんカワイイ（マリ・ツォッロ）
- 英雄伝説 空の軌跡 FC Evolution（ポーリィ）
- オトカ♥ドール（アバリータ）
- ガールフレンド（♪）（森園芽以）
- 機動戦士ガンダム エクストリームバーサス フォース（テレノ）
- けものフレンズ（オコジョ）
- ゴッドイーター2 レイジバースト（プレイヤーボイス）
- ゴッドイーター リザレクション（プレイヤーボイス）
- 車なごコレクション（フィアット500 ツインエアポップ）
- チェインクロニクル 〜絆の新大陸〜（レリアン）
- DivinaCute（エリゴール）
- 夏色ハイスクル★青春白書 〜転校初日のオレが幼馴染と再会したら(略)（三日月めぐ）
- 封印勇者（リリア、モニカ）
- ミラクルガールズフェスティバル（赤座あかり）
- 桃色大戦ぱいろん+（雪乃彩華）
- モン娘☆は〜れむ（2015年 - 2016年、アリッサ、リゼ、X-07(エレナ)、ルシータ、えれな）
- ロボットガールズZ フルボッコバトル（號ちゃん〈ゲッター號〉）
- ワールドトリガー ボーダレスミッション（綾辻遥）

2016年
- アリスオーダー（アイリーン・オブライエン、秋山真澄、鬼堂院れんか、久米まどか、八木沢零、ラグナ07）
- ELCHRONICA（キャス）
- 御城プロジェクト：RE 〜CASTLE DEFENSE〜（高岡城、弘前城、熊本城、松代城）
- グランブルーファンタジー（2016年 - 2023年、メリッサベル）
- CLOSERS（ベロニカ）
- シノビナイトメア（カゲロウ）
- 進撃の巨人（クリスタ・レンズ）
- 神撃のバハムート（メルナ）
- 真・三國無双 英傑伝（関銀屏）
- スーパーロボット大戦X-Ω（2016年 - 2020年、オリーヴ・オペール）
- チェインクロニクル 〜絆の新大陸〜（トリスメギストス）
- チェインクロニクルV〜絆の新大陸〜（“慈愛の騎士”メガCD）
- HIDE AND FIRE（フリーヤ）
- りりくる Rainbow Stage!!!（若宮陽奈）

2017年
- 進撃の巨人 死地からの脱出（クリスタ・レンズ）
- 進撃の巨人 チェインパズルフィーバー（クリスタ・レンズ）
- 進撃の巨人2〜未来の座標〜（クリスタ・レンズ）
- 誰ガ為のアルケミスト（トリトー）
- チェインクロニクル3（ケマミレ、エリス、クリスタ・レンズ）
- テイルズ オブ ザ レイズ（サラ）
- ヴァルキリーコネクト（ミルカ、シンモラ、クリスタ・レンズ）
- 遥かなる異郷グランヴィリア（アーニャ）

2018年
- エターナルリンケージ 〜蒼穹のアムネシア〜（ミレイ）
- OVERHIT（ミナ）
- オルタンシア・サーガ -蒼の騎士団-（クリスタ・レンズ、ミチル）
- 逆転オセロニア（クリスタ・レンズ）
- GOD EATER RESONANT OPS（アスナ）
- 進撃の巨人2（クリスタ・レンズ、主人公・女・タイプ5）
- 真・三國無双8（関銀屏）
- ソードアート・オンライン フェイタル・バレット（デイジー）
- DEAD OR ALIVE Xtreme Venus Vacation（ルナ）
- ヴァンパイア†ブラッド（神楽心）
- ファンタジーアース ゼロ（上品な少女IV、遠方から来た少女I）
- ブレイブソード×ブレイズソウル（スイートボム、ニルヴァーナ、ニルヴァーナ＝カルマ）
- ポポロクロイス物語 〜ナルシアの涙と妖精の笛（オルガ、ルチア）
- 無双OROCHI 3（関銀屏）
- Re:ステージ!プリズムステップ（赤座あかり）
- 温泉むすめ ゆのはな これくしょん（乳頭和）

2019年
- プレカトゥスの天秤（クリスタ・レンズ）
- リボルバーズエイト（シンデレラ）
- 共闘ことばRPG コトダマン（ヒストリア・レイス）
- 進撃の巨人 TACTICS（クリスタ・レンズ）
- イドラ ファンタシースターサーガ（ヒストリア・レイス）
- 進撃の巨人2 -Final Battle-（クリスタ・レンズ）
- 鬼ノ哭ク邦（リンネ、サラ）
- ポケモンマスターズ / EX（2019年 - 2024年、アセロラ）
- 無双OROCHI 3 Ultimate（関銀屏）
- ライザのアトリエ 〜常闇の女王と秘密の隠れ家〜（キロ・シャイナス）

2020年
- 東方スペルバブル（鈴仙・優曇華院・イナバ）
- ドラゴンクエストX いばらの巫女と滅びの神 オンライン（主人公の姉妹）
- 放置少女〜百花繚乱の萌姫たち〜（豊臣秀吉、寧々）
- 魔女の泉3 Re: Fine（フィリア）

2021年
- ブルーアーカイブ -Blue Archive-（2021年 - 2025年、小塗マキ）
- アニマエ・アルケー（珀亜）
- D CIDE TRAUMEREI（戸増まろん）
- クイズRPG 魔法使いと黒猫のウィズ（トラッチ・タイガ）
- スーパーロボット大戦DD（ハーザ）

2022年
- トライアングルストラテジー（メディナ・アリウム）
- ドラゴンクエストX 天星の英雄たち オンライン（主人公の姉妹）
- アズールレーン（エルビング）
- ライブアライブ（カオリ、アキラ〈幼少期〉）
- ドラゴンクエストX オフライン（主人公の姉妹）

2023年
- ライザのアトリエ3 〜終わりの錬金術士と秘密の鍵〜（キロ・シャイナス）
- 雀魂（ハンナ）
- 逆転オセロニア（ツクヨミ）

2025年
- ORE'N（プチドラゴン）

### ドラマCD
2009年
- 帰ってきた! 私立荒磯高等学校生徒会執行部2（園児）
- イースVIIプロローグ ドラマCD 〜綴られざる冒険譚〜（テラ）※Ys SEVEN初回限定版付録

2010年
- ナイトウィザード The 2nd Edition ファンブック ブルーム・メイデン 付録ドラマCD（矢矧真衣）
- 真・女神転生 STRANGE JOURNEY（ハクジョウシ）
- イース&空の軌跡vs.ヴァン・ジョー（アイシャ）※イースvs.空の軌跡 オルタナティブ・サーガ ドラマCD同梱版

2011年
- Fragment of S7 鏡 誠×藍羽メイド隊S7（シオリ）
- 〆切様におゆるしを（丸ペンの精霊・ニッコーちゃん）

2012年
- ゆるゆり 激論！ミラクるん現象に迫る（赤座あかり）※コミックス第8巻ドラマCD付き限定版に同梱
- トリニティセブン 7人の魔書使い（セリナ・シャルロック）

2013年
- コバルト星7 ドラマCD ひみつの陰陽師（真澄）
- ココロ君色サクラ色（花枝このみ）
- みならい女神 プルプルんシャルム（有栖川凛）
- わーなびっ.jk（高槻もらる）
- 小悪魔ティーリと救世主!?（荒崎桃恵）
- りりくる - LIly LYric cyCLE - Vol.1〜3（若宮陽奈）

2014年
- りりくる - LIly LYric cyCLE - Extra episode 夏休み編 -smile with sun- / 冬休み編 -trust in snow-（若宮陽奈）
- ツブ★ドル ドラマCD 〜紹介します?舞台裏!〜（寸沢嵐ちさと）
- 甘城ブリリアントパーク ドラマCD（コボリー）

2015年
- セガ・ハード・ガールズ ドラマCD「アイドルオーディション」（メガCD）
- ロボットガールズZ ゲッターロボ號 特別ドラマCD 前編〜後編（號ちゃん〈ゲッター號〉）※「ゲッターロボ號 DVD-COLLECTION」Vol.1〜Vol.2初回封入特典
- 高橋さんが聞いている。 ドラマCD（さやや）
- ロボットガールズZ 決定！ロボ神７＋１スペシャルオーディオドラマ（號ちゃん〈ゲッター號〉）
- モモキュンソード すぺしゃるCD 桃（林檎）

2016年
- ドラマCD りりくるVol.7「輝く!? スターの条件!」（若宮陽奈）※りりくる Rainbow Stage!!!初回限定版封入
- 盾の勇者の成り上がり14.5（アトラ）

2017年
- 俺んちのメイドさん ドラマCD（君嶋サラ）

2018年
- りりくる Rainbow Stage!!! 〜Pure Dessert〜 Vol.1 恋心リフレイン / りりくるオンライン（若宮陽奈）
- 進撃の巨人 ドラマCD「進撃のスクールカースト」（ヒストリア・レイス）※TVアニメ「進撃の巨人」Season3 Blu-ray&DVD第1巻初回特典

2019年
- ふらいんぐうぃっち（木幡茜）

### デジタルコミック
- Beeマンガ 進撃の巨人（2015年）[225]
- ドラドラプラス 顔に出ない柏田さんと顔に出る太田君（2020年、柏田さん[226]）
- じいさんばあさん若返る（2020年、2021年、斎藤未乃[227]）

### ラジオ
※はインターネット配信。
- 智一・美樹のラジオビッグバン（2007年 - 2008年、文化放送）アシスタント：第7期BGP
- cyawa stage（キャワステ）〜アイドルDJへの道〜（2008年、下北FM）
- えどっ娘 天下大変!（2009年 - 2010年、キャラアニ※）
- スパロボOGネットラジオ うますぎWAVE（2009年、BEAT☆Net Radio!※・ランティスウェブラジオ※）コーナーレギュラー：瀬戸咲弥役
- C3 RADIO（2009年 - 2010年、超!A&G+※）
- 超!A&Gミュージック+TV 木曜日（2010年、超!A&G+※）
- OToGi8に御用心（2010年、超!A&G+※）
- 超!えどっ娘 天下大変!!（2010年 - 2012年、超!A&G+※・キャラアニ※）
- 農業ムスメ!〜みのり村放送局〜（2010年、農業ムスメ! 公式サイト※→2011年、HiBiKi Radio Station※）
- A&G NEXT GENERATION Lady Go!!（2010年 - 2015年、超!A&G+※）
- ゆりゆららららゆるゆり放送室（2011年 - 2016年、ラジオ大阪・HiBiKi Radio Station※・音泉※）
- 有楽町モバイルラジオ研究所（2011年、ニッポン放送）
- アニメ「シャイニング・ハーツ」〜ふわっふわのラジオ〜（2012年、HiBiKi Radio Station※・音泉※）
- 桃キュンRADIO〜お供して下さい〜（2012年 - 2013年、音泉※）[228]
- アクロニア学院 ECO部 活動中!（2014年、アニメイトTV※）[229]
- あっぷるラジオスペシャル〜お国ことばで遊ぼう!〜（2015年、NHK青森）[230]
- もっと!わたしのすきなこと。（2015年 - 2016年、FM愛知）[231]
- セハガールのハードなSEGA情報RADIO「セハラジ」（2015年、超!A&G+※）ゲストパーソナリティ[232]
- 三上枝織のみかっしょ!（2015年 - 、超!A&G+※・ニコニコチャンネル※)[233]
- 進撃!巨人中学校 ほうかごらじお（2015年、音泉※）交代制パーソナリティー
- エブリスタ・マンガボックス presents 豊永・小松・三上の真夜中のラジオ文芸部（2018年 - 2020年、文化放送・YouTube※）[234]
- 小松未可子と三上枝織のこんなステキな夜だから…（2020年 - 2021年、OPENREC.tv※）[235] - 小松未可子と共演
- サンセルモ presents 結婚式は あいのなかで（2021年、超!A&G+※・文化放送広報YouTubeチャンネル） - 野中藍の産休に伴う代理
- 勝手に！青森侵略計画（2021年、FMアップルウェーブ・FMごしょがわら・FMらら・YouTube※）
- 三上枝織と山本希望のかだれ！あずまし列島！（2022年、FMアップルウェーブ・FMごしょがわら・FMらら・YouTube※） - 山本希望と共演

### ラジオドラマ
※はWebラジオ番組。
- TVアニメ「ビッグオーダー」後日談的オリジナルオーディオドラマ（2016年※、紅鈴）
- 青山二丁目劇場 「ヒトメボレ」（2017年、美亜[236]）

### テレビ番組
- Goro's Barプレゼンツ マイ・フェア・レディ（タイトルコール）（TBSテレビ：2009年10月21日 - 2010年3月17日）
- アイドル動鑑（ナレーション）（BSフジ：2011年3月6日 - 2011年3月27日）
- つれゲー第10回〜第12回（2011年10月17日 - 2012年1月15日、エンタ!371：担当パーソナリティ）
- ぬいぐるみのラパン（ペペ）（メ〜テレ『ドデスカ!』内：2012年5月 - ）[237][238]
- イクシオン サーガ DT×神様はじめました 秋アニメ直前スペシャル!!（テレビ東京：2012年9月24日）
- 百合魂-ゆりイズム-（PigooHD：2012年6月17日 - 2014年5月20日）
- 方言彼女。0 第11・12回「方言デート」（テレ玉他：2012年12月17日、12月24日）
- 『SOUND BATON』 Sony's Headphones meet M-ON! #1（ナレーション）（MUSIC ON! TV：2014年6月8日）[239]
- となりのシムラ（美樹）（NHK：2014年12月16日）
- 声優シェアハウス 大久保瑠美のるみるみる〜む #1 - #2（アイドル専門チャンネルPigoo：2015年5月17日 - 6月17日）[240]
- アニメマシテ 第72回（テレビ東京：2015年10月12日、VTR出演）[241]
- ♭（ふらっと）ちゅうぶ（青森放送：2015年11月6日 - 2016年2月26日）[242]
- 七人のコント侍（NHK BSプレミアム：案内役キャラクター、2016年4月1日 - ）
- imagine-nation（NHKワールドTV：2016年4月19日、ビッグオーダー特集内でのインタビュー出演）
- アオニサイ（ナレーション）（NHK青森：2017年5月19日 - ）[243]
- こんなところにあるあるが。土曜♥あるある晩餐会（テレビ朝日：2017年6月17日）
- ドスルコスル（コスル）（NHK Eテレ：2017年10月12日 - ）[244][245]
- 第17回ふるさと自慢わがまちCM大賞（青森朝日放送：2018年1月3日、MC）[246]
- あっぷるワイド（NHK青森：2018年1月26日、下記記載の「ラジオ深夜便」の告知を兼ねて出演。）
- 笑アニさまがやってくる!（NHK総合：2018年7月16日）
- 義母と娘のブルース（TBSテレビ：2018年7月17日、劇中アニメ「ドリームプチキュア」に出演[247]）
- 第18回ふるさと自慢わがまちCM大賞（青森朝日放送：2019年1月3日、MC）[248]
- 初耳@AOMORI（青森放送：2021年4月11日 - 、毎月第2日曜）[249]
- Same Feeding Jomon～青森の歴史を知る～（青森市広報番組・青森テレビ：2021年9月25日、ナレーション[250]）
- かまいガチ（テレビ朝日：2022年2月18日、ナレーション[251]）
- にっぽん百低山「梵珠山・青森」（NHK総合：2023年9月27日）[252]

### テレビCM
- グノシー（2014年、ナレーション[253]）
- お前ら全員めんどくさい! CM&特別キャラコメント（2015年、榎本エイコ[254]）
- みんなでめざそう世界遺産! JOMON AOMORI（2016年、大型板状土偶、遮光器土偶、合掌土偶[255]）
- 理系が恋に落ちたので証明してみた。（2017年、奏言葉[256]）
- 東邦銀行CM「未来への架け橋 〜Bridge for future〜」（2017年、あやか[257]）
- フジドリームエアラインズ（青森空港）
- 日本民間放送連盟 「やれることからはじめよう」篇（2021年[258]）

### インターネットテレビ
- ゆるゆりTV（ニコニコ生放送：2011年6月12日 - 2013年6月29日）
- 楽天スーパーTV（ホワイトデー大作戦：心愛、実況チャンネル：ナレーション）
- 明坂三上のよたんぼぱやぱや（ニコニコ生放送：2016年10月11日 - 2017年3月21日）[259]
- 声優と夜あそび（2018年4月2日 - 2019年3月20日、AbemaTV・アニメLIVEチャンネル）水曜MC[260]

### 映画
- 第2写真部（2009年） - サオリ 役
- 携帯彼女＋（2012年） - ミドリ 役

### 舞台
- 老いらく長屋☆騒動記（2018年7月14日、下北沢本多劇場） - おヒナ 役[261]
- 朗読で描く海外名作シリーズ 音楽朗読劇「レ・ミゼラブル」（2021年7月17日、KAAT神奈川芸術劇場ホール） - エポニーヌ、フォンティーヌ 役[262]
- 朗読と能で描く陰陽師と鬼の世界「幽玄朗読舞・KANAWA」（2021年8月31日、銀座博品館劇場） - 鬼女 役[263]
- 朗読劇「じいさんばあさん若返る」（2024年8月11日、科学技術館 サイエンスホール） - 未乃 役[264]

### 映像作品
- ごらく部な地球の歩き方 〜ドイツ編〜
- ごらく部な地球の歩き方 〜香港編〜
- ごらく部な地球の歩き方 〜七森中☆ごらく部のなちゅやちゅみ!〜きゃんぷ編
- ごらく部な地球の歩き方 〜七森中☆ごらく部のなちゅやちゅみ!〜まちあるき編
- 声優ゆめ日記〜三上枝織〜[265]
- 第2写真部メイキング「裏・第2写真部」（サオリ）
- つれゲー Vol.4 佐藤聡美＆三上枝織×トゥルー・ラブストーリー〜Remember My Heart〜（2012年3月25日）
- てさぐれ!部活もの 番外編「てさぐれ!旅もの」その3
- TVアニメ「ゆるゆり」ライブイベント『七森中♪りさいたる』
- TVアニメ「ゆるゆり」ライブイベント2『七森中♪うたがっせん』
- TVアニメ「ゆるゆり」ライブイベント3『七森中♪ふぇすてぃばる』
- TVアニメ「ゆるゆり」ライブイベント4『夏だ!まつりだ!!!全員集合└(б∇б)┘ごらく部☆なちゅまつり』
- ゆるゆりスペシャルイベント『七森中☆さみっと』
- 「ゆるゆり」ライブイベント6『七森中♪やがいふぇす』
- 「ゆるゆり」ライブイベント7『七森中♪はっぴ〜ぱ〜てぃ〜』
- MARINE COLLECTION LIVE 2016 TWINKLING+ STAR MUSIC VIDEO
- 三上枝織の「みかっしょ!」ファンディスク vol.01〜本当に青森に行けばいいよ!〜
- 三上枝織の「みかっしょ!」ファンディスク vol.02〜金沢に行けばいい女になれるよ!〜
- みならい女神プルプルんシャルム 第1巻 DVD付き 「みならい女神育成局にようこそ!」
- 百合魂-ゆりイズム-Vol.1
- 百合魂-ゆりイズム-Vol.2[266]
- 百合魂-ゆりイズム-Vol.3[267]
- 百合魂-ゆりイズム-Vol.4[268]
- ライブビデオ 真・三國無双 声優乱舞 2014春 究極歌宴
- Lady Go!! second date 〜夏 ときどき 恋〜
- Lady Go!! third date 〜スキな人まで徒歩0分〜
- Lady Go!! fourth date 〜ハートつながる公園通り〜
- Lady Go!! fifth date 〜君と私の時代〜
- Lady Go!! 卒業イベント 〜1841日の奇跡〜
- 温泉むすめ 3rd LIVE “NOW ON☆SENSATION!! Vol.3”〜ワイワイワッチョイナ！！〜（2018年12月）[269]

### PV
- スパロボ学園（瀬戸咲弥）
- 農業ムスメ!（越野ヒカリ）

### 雑誌
- 保育のひろば（モデル出演）
- 小学一年生 2009年9月号 付録DVD リルぷりっ（笹原名月）
- 小学二年生 2009年9月号 付録DVD リルぷりっ（笹原名月）
- De☆View 2012年6月号

### その他コンテンツ
- 声優チャット（2010年）
- リアル「ネットミラクルショッピング」（2010年、ゼリーちゃん）
- 美声時計.R（2011年）
- 60日のシンデレラ（2011年）
- あたしら憂鬱中学生（2012年、憂奈木鞠和[270]）
- 桃キュン剣 星と黄金の太刀（2012年、第1話・第2話・第16話朗読）
- モモキュンソード －雪と白銀の少女－（2013年、第1話・第2話・第9話・第10話・第21話・第22話朗読）[271]
- CRモモキュンソード〜星と黄金の太刀〜（2014年、林檎[272]）
- ドチャック（NHKEテレ青山ワンセグ開発）（2014年）[273]
- 三上枝織×読売新聞『編集手帳』朗読（2014年）
- 超アイドル伝説 大森杏子（2015年、百式百合[274]）
- 聞かせて天声人語（2015年、百式百合）
- 総務省「地域情報化大賞」紹介動画（2016年、ミック[275]）
- CRモモキュンソード3（2016年、林檎[276]）
- 声優オリジナルパソコン「Type:YOU」第21弾 TYPE35 三上枝織モデル（2016年）[277]
- みかしーの声優日記（2017年 - 、『東奥日報』連載[278]）
- しゃべる!けものフレンズ LINEスタンプ（2017年、アフリカオオコノハズク[279]）
- けものフレンズ×アニサマ2017 「あにさま」（2017年、アフリカオオコノハズク[280]）
- 観光PR映像「君と"2人"で楽しむ青森県」第2弾（2017年）[281]
- 顔に出ない女子中学生が「青鬼」プレイしてみた（2018年、柏田さん[282]）
- 三浦酒造コラボレーション（2024年10月）[283][284]
- 函館カールレイモン 創業100周年動画ナレーション（2025年）[285]

## ディスコグラフィ

### シングル
| 発売日        | タイトル | 規格品番 | オリコン最高位 | 備考                                         |
| ------------- | -------- | -------- | -------------- | -------------------------------------------- |
| 2016年3月30日 | Stand by | MESC-172 | 75位           | ラジオ『三上枝織のみかっしょ！』テーマソング |

### キャラクターソング
| 発売日   | 商品名                                                                                                  | 歌 | 楽曲 | 備考                                                                                       |
| 2010年   | 2010年                                                                                                  | 2010年 | 2010年 | 2010年                                                                                     |
| -------- | --- | --- | --- | ------------------------------------------------------------------------------------------ |
| 3月25日  | リルぷりっ ゆびぷるひめチェン！ デビューソング コレクション                                             | 雪森りんご（石黒千尋）、高城レイラ（佐藤聡美）、笹原名月（三上枝織） | 「リトル ぷりんせす」」 「HAPPY GO LUCKY」 「prospect」 「うさぎのダンス」 「ムーンライトセレナーデ」 「星のカーテンコール」 | ゲーム『リルぷりっ ゆびぷるひめチェン！』関連曲                                            |
| 2011年   | | | |                                                                                            |
| 7月20日  | はんどめいど☆そうるめいと                                                                               | シオリ（三上枝織） | 「虹色DAYS」 | テレビアニメ『セイクリッドセブン』関連曲                                                   |
| 7月20日  | はんどめいど☆そうるめいと                                                                               | 藍羽メイド隊S7 | 「乙女の翼」 | テレビアニメ『セイクリッドセブン』関連曲                                                   |
| 8月17日  | ゆるゆりのうたシリーズ♪01 私、主役の赤座あかりです                                                      | 赤座あかり（三上枝織） | 「私、主役の赤座あかりです」 「背景」                                                                                        | テレビアニメ『ゆるゆり』関連曲                                                             |
| 10月5日  | TVアニメーション「セイクリッドセブン」ドラマ・キャラクターアルバムII Fragment of S7 鏡誠×藍羽メイド隊S7 | 藍羽メイド隊S7 | 「七色パッション」 | テレビアニメ『セイクリッドセブン』関連曲                                                   |
| 2012年   | | | |                                                                                            |
| 2月15日  | ゆるゆりのうた♪あるばむ「あい♥かわらず…。」                                                             | 赤座あかり（三上枝織） | 「まるごと！」 | テレビアニメ『ゆるゆり』関連曲                                                             |
| 2月15日  | ゆるゆりのうた♪あるばむ「あい♥かわらず…。」                                                             | 赤座あかり（三上枝織）、吉川ちなつ（大久保瑠美） | 「女と女のゆりゲーム」 | テレビアニメ『ゆるゆり』関連曲                                                             |
| 5月23日  | 時世界〜トキセカイ〜/ふわっふわのまほう                                                                 | アミル（伊藤かな恵）、ネリス（相沢舞）、エアリィ（三上枝織） | 「時世界〜トキセカイ〜」 | テレビアニメ『シャイニング・ハーツ 〜幸せのパン〜』オープニングテーマ                      |
| 5月23日  | 時世界〜トキセカイ〜/ふわっふわのまほう                                                                 | アミル（伊藤かな恵）、ネリス（相沢舞）、エアリィ（三上枝織） | 「ふわっふわのまほう」 | テレビアニメ『シャイニング・ハーツ 〜幸せのパン〜』エンディングテーマ                      |
| 7月18日  | ゆるゆり♪♪みゅ〜じっく01 しあわせギフト                                                                 | 赤座あかり（三上枝織） | 「しあわせギフト」 「赤座劇場」                                                                                              | テレビアニメ『ゆるゆり♪♪』関連曲                                                           |
| 10月24日 | ボーダーライン/モノローグ                                                                               | 理沙（津田美波） + ミドリ（三上枝織） | 「ボーダーライン」 | 映画『携帯彼氏+』主題歌                                                                    |
| 10月24日 | ボーダーライン/モノローグ                                                                               | 理沙（津田美波） + ミドリ（三上枝織） | 「モノローグ」 | 映画『携帯彼女+』主題歌                                                                    |
| 11月4日  | DT捨テル/レッツゴーED                                                                                   | ゴールデン・イクシオン・ボンバー DT | 「DT捨テル」 | テレビアニメ『イクシオン サーガ DT』オープニングテーマ                                     |
| 11月21日 | 脳内ONLY                                                                                                | team.アルタイル | 「脳内ONLY（Original Version）」                                                                                             | 『アニメTV』2012年11月度エンディングテーマ                                                 |
| 11月21日 | 脳内ONLY                                                                                                | team.アルタイル | 「うさみみ・の・そらみみ（Original Version）」                                                                               | ゲーム『スタプラ！』関連曲                                                                 |
| 11月21日 | 脳内ONLY                                                                                                | 叶ゆりあ（三上枝織） | 「脳内ONLY」 「うさみみ・の・そらみみ」                                                                                      | ゲーム『スタプラ！』関連曲                                                                 |
| 2013年   | | | |                                                                                            |
| 2月6日   | ゆるゆりのうた♪ あるばむ2「はいっ! テ・ウ・ガ♪ 〜High Tension Ultra girls〜」                           | ゆるゆり★ライブすたぁ〜ず！ | 「え〜る♪ -ゆるゆり★ライブすたぁ〜ず！ バージョン-」                                                                         | テレビアニメ『ゆるゆり♪♪』関連曲                                                           |
| 2月6日   | ゆるゆりのうた♪ あるばむ2「はいっ! テ・ウ・ガ♪ 〜High Tension Ultra girls〜」                           | 赤座あかり（三上枝織） | サンタがやってくる♪ | テレビアニメ『ゆるゆり♪♪』関連曲                                                           |
| 2月6日   | ゆるゆりのうた♪ あるばむ2「はいっ! テ・ウ・ガ♪ 〜High Tension Ultra girls〜」                           | 赤座あかり（三上枝織） | みんなだいすきのうた【TVバージョン】                                                                                         | テレビアニメ『ゆるゆり♪♪』挿入歌                                                           |
| 2月20日  | ゆるゆり♪♪すぺしゃるなさうんどCD その6『みんな大好きだよ！』                                            | 赤座あかり（三上枝織） | 「みんなだいすきのうた」 | テレビアニメ『ゆるゆり♪♪』挿入歌                                                           |
| 2月27日  | IXION SAGA DT CHERRY BEST of DT                                                                         | DT御一行 | 「DT音頭」 | テレビアニメ『イクシオン サーガ DT』エンディングテーマ                                     |
| 2月27日  | IXION SAGA DT CHERRY BEST of DT                                                                         | ヒメ（三上枝織） | 「絶対服従」 | テレビアニメ『イクシオン サーガ DT』挿入歌                                                 |
| 8月10日  | モモキュンソード オリジナルキャラソンDVD＋CDセット                                                      | 天女隊 林檎（三上枝織） | 「ハッピーエンド」 | Webライトノベル『モモキュンソード』オープニングテーマ                                      |
| 8月10日  | ふたりのサマバケ♪                                                                                       | 赤座あかり（三上枝織）、歳納京子（大坪由佳） | 「ふたりのサマバケ♪」 | テレビアニメ『ゆるゆり♪♪』関連曲                                                           |
| 8月28日  | エミル・クロニクル・オンライン アルマモンスター キャラクターソングCD                                    | ローキー・アルマ（三上枝織） | 「ふれあうキズナ」 | ゲーム『エミル・クロニクル・オンライン』関連曲                                             |
| 2014年   | | | |                                                                                            |
| 1月29日  | 真・三國無双7 キャラクターソング集Ｖ〜勇武の章〜                                                        | 関銀屏（三上枝織） | 「WILL TO FIGHT」 | ゲーム『真・三國無双7』関連曲                                                              |
| 8月16日  | YURUYURI duet BEST ALBUM ゆるゆりずむ♪でゅえっと                                                        | 赤座あかり（三上枝織）、船見結衣（津田美波） | 「はぁと☆チェイス」 | テレビアニメ『ゆるゆり』関連曲                                                             |
| 8月20日  | Ready Go!! -絶対無敵の天女隊-                                                                           | 天女隊 | 「Ready Go!! -絶対無敵の天女隊-」 「Mission Complete!」                                                                      | テレビアニメ『モモキュンソード』関連曲                                                     |
| 10月1日  | りりくる キャラクターデュオシリーズ 陽奈♥彩愛 恋心つなぎっ♪                                             | 若宮陽奈（三上枝織）、瀬川彩愛（高森奈津美） | 「恋心つなぎっ♪」 | ドラマCD『りりくる』関連曲                                                                 |
| 10月22日 | エレメンタリオで会いましょう！                                                                          | BRILLIANT4 | 「エレメンタリオで会いましょう！」                                                                                           | テレビアニメ『甘城ブリリアントパーク』エンディングテーマ                                   |
| 10月22日 | エレメンタリオで会いましょう！                                                                          | BRILLIANT4 | 「素晴ラシキFUN!TASY」 | テレビアニメ『甘城ブリリアントパーク』挿入歌                                               |
| 11月19日 | 甘城ブリリアントパーク キャラクターソング集                                                             | BRILLIANT4 | 「+ユニバース」 | テレビアニメ『甘城ブリリアントパーク』関連曲                                               |
| 2015年   | | | |                                                                                            |
| 4月15日  | ツブ★ドル ドラマCD 〜紹介します？舞台裏！〜 主題歌もできたし全国デビューしちゃうよ盤                    | ツブ★ドル | 「ツブ★ドル」 | OVA『ツブ★ドル』主題歌                                                                     |
| 4月15日  | ツブ★ドル ドラマCD 〜紹介します？舞台裏！〜 ゲーマーズ限定特典CD                                        | 北里まひろ（内田真礼）、新磯じゅんこ（山本希望）、寸沢嵐ちさと（三上枝織）、桜台ひなの（初原千絵）、小倉ひかり（一ノ宮しずか）                                                                                         | 「ツブ★ドル」 | OVA『ツブ★ドル』関連曲                                                                     |
| 4月22日  | 花花×メクルメク                                                                                         | コボリー（三上枝織）from BRILLIANT4 | 「花花×メクルメク」 「エレメンタリオで会いましょう！」 「素晴ラシキFUN!TASY」 「+ユニバース」                                | テレビアニメ『甘城ブリリアントパーク』関連曲                                               |
| 4月22日  | やっぱりStand Up!!!!!/色彩crossroad                                                                     | 有栖川凛（三上枝織）、十六夜花音（大久保瑠美）、宇佐美陽菜（小松未可子）、円城寺結衣（高森奈津美）、小此木友美（上坂すみれ）                                                                                           | 「やっぱりStand Up!!!!!」 | テレビアニメ『てさぐれ！部活もの すぴんおふ プルプルんシャルムと遊ぼう』オープニングテーマ |
| 4月22日  | やっぱりStand Up!!!!!/色彩crossroad                                                                     | てさプルん♪ | 「色彩crossroad」 | テレビアニメ『てさぐれ！部活もの すぴんおふ プルプルんシャルムと遊ぼう』エンディングテーマ |
| 5月20日  | てさプル！歌もの                                                                                        | 鈴木結愛（西明日香）、有栖川凛（三上枝織） | 「Red Hot Happy Days!」 | テレビアニメ『てさぐれ！部活もの すぴんおふ プルプルんシャルムと遊ぼう』関連曲             |
| 6月4日   | 夏色バタフライ☆/記憶の中のリグレット                                                                    | めぐ&たまき | 「夏色バタフライ☆ 」 | ゲーム『夏色ハイスクル★青春白書(略)』テーマソング                                          |
| 6月4日   | 夏色バタフライ☆/記憶の中のリグレット                                                                    | めぐ&たまき | 「記憶の中のリグレット」 | ゲーム『夏色ハイスクル★青春白書(略)』エンディングソング                                    |
| 11月4日  | ゆるゆり うた♪ソロ！01 ハイっ！アッカリーン                                                             | 赤座あかり（三上枝織） | 「ハイっ！アッカリーン」 「お気楽ごくらくゆるゆるデイズ」                                                                    | テレビアニメ『ゆるゆり さん☆ハイ!』関連曲                                                  |
| 2016年   | | | |                                                                                            |
| 5月18日  | ゆるゆり さん☆ハイ！すぺしゃるなさうんどCD その7『みんなでうたおう！』                                  | 七森中☆らいぶすたぁ〜ず | 「おひるねゆにばーす（らいぶすたぁ〜ず ver.）」 「あっちゅ〜ま青春！（えんでぃんぐ♪ぱふぉ〜まんすver.）」                    | テレビアニメ『ゆるゆり さん☆ハイ!』関連曲                                                  |
| 2017年   | | | |                                                                                            |
| 5月17日  | ガールフレンド（仮） キャラクターソングシリーズ Vol.05                                                  | フレッシュあらもーど | 「ふわり*ススメ」 | ゲーム『ガールフレンド（仮）』関連曲                                                       |
| 5月17日  | ガールフレンド（仮） キャラクターソングシリーズ Vol.05                                                  | 森園芽以（三上枝織） | 「まみむめそ」 | ゲーム『ガールフレンド（仮）』関連曲                                                       |
| 10月18日 | イプシロン進化論                                                                                        | Adhara | 「イプシロン進化論」 「孤高のピエロ」                                                                                        | 『温泉むすめ』関連曲                                                                       |
| 12月13日 | Japari Café2                                                                                            | コノハ博士（三上枝織）とミミちゃん助手（上原あかり） | 「とっても賢いじゅるり“れしぴ”」                                                                                             | テレビアニメ『けものフレンズ』関連曲                                                       |
| 12月13日 | Japari Café2                                                                                            | どうぶつビスケッツ＋かばん（内田彩）×PPP / セリフ - コツメカワウソ（近藤玲奈）、アフリカオオコノハズク（三上枝織）、ワシミミズク（上原あかり）、マーゲイ（山下まみ）、ギンギツネ（相坂優歌）、キタキツネ（三森すずこ） | 「ドレミファロンド（フレンズ ver.）」                                                                                        | テレビアニメ『けものフレンズ』関連曲                                                       |
| 2018年   | | | |                                                                                            |
| 3月7日   | 永遠にシンデレラメイト                                                                                  | ツブ★ドル | 「永遠にシンデレラメイト」                                                                                                   | OVA『ツブ★ドル』関連曲                                                                     |
| 5月26日  | テイルズ オブ リンク オリジナルサウンドトラック                                                         | サラ（三上枝織）、カナ（瀬戸麻沙美） | 「未来キセキ」 | ゲーム『テイルズ オブ リンク』挿入歌                                                       |
| 2019年   | | | |                                                                                            |
| 9月25日  | ライザのアトリエ 〜常闇の女王と秘密の隠れ家〜 オリジナルサウンドトラック                                | 照井春佳、三上枝織 | 「君と出逢えた奇跡」 | ゲーム『ライザのアトリエ 〜常闇の女王と秘密の隠れ家〜』挿入歌                              |
| 10月16日 | 温泉むすめコンプリートアルバム Vol.2                                                                    | Adhara | 「星に集いし乙女の物語-プロローグ-」 「覚醒 sinfonia」                                                                       | 『温泉むすめ』関連曲                                                                       |
| 2020年   | | | |                                                                                            |
| 2月26日  | 俺を好きなのはお前だけかよ BD・DVD第3巻特典CD                                                           | あすなろ（三上枝織） | 「シャルウィダンス？」 | テレビアニメ『俺を好きなのはお前だけかよ』関連曲                                           |
| 2022年   | | | |                                                                                            |
| 4月27日  | 明日ちゃんのセーラー服 BD / DVD 第1巻完全生産限定版特典CD                                               | 蠟梅学園中等部1年3組 | 「はじまりのセツナ」 | テレビアニメ『明日ちゃんのセーラー服』オープニングテーマ                                   |
| 7月27日  | TVアニメ「異世界迷宮でハーレムを」テーマソングCD                                                        | ロクサーヌ（三上枝織） | 「Oath」 | テレビアニメ『異世界迷宮でハーレムを』オープニングテーマ                                   |
| 11月23日 | TALES OF THE RAYS ORIGINAL SOUNDTRACK                                                                   | ミリーナ・ヴァイス（照井春佳）、サラ（三上枝織） | 「Mr.Right（ミリーナ＆サラVer）」                                                                                            | ゲーム『テイルズ オブ ザ レイズ』関連曲                                                    |
| 2023年   | | | |                                                                                            |
| 8月30日  | はっする∞らびりんす!! 〜おこたみより愛を込めて〜 〜GRANBLUE FANTASY〜                                   | ルナール（大久保瑠美）、シェロカルテ（加藤英美里）、マキラ（門脇舞以）、メリッサベル（三上枝織）、ミラオル（大西沙織）、ザーリリャオー（山下七海）                                                                     | 「はっする∞らびりんす!! 〜おこたみより愛を込めて〜」                                                                         | ゲーム『グランブルーファンタジー』関連曲                                                   |
| 8月30日  | はっする∞らびりんす!! 〜おこたみより愛を込めて〜 〜GRANBLUE FANTASY〜                                   | マキラ（門脇舞以）、メリッサベル（三上枝織） | 「はっする∞らびりんす!! 〜おこたみより愛を込めて〜」                                                                         | ゲーム『グランブルーファンタジー』関連曲                                                   |
| 12月25日 | ブルーアーカイブ 青春あんさんぶる Vol.2「ヴェリタス」                                                   | ヴェリタス | 「Get Over the World」 | ゲーム『ブルーアーカイブ -Blue Archive-』関連曲                                            |

### その他参加作品
| 発売日         | 商品名                         | 歌     | 楽曲                                                                            | 備考                                                           |
| -------------- | ------------------------------ | ------ | ------------------------------------------------------------------------------- | -------------------------------------------------------------- |
| 2010年8月11日  | 赤頭巾ちゃん御用心             | OToGi8 | 「赤頭巾ちゃん御用心」                                                          | テレビアニメ『オオカミさんと七人の仲間たち』エンディングテーマ |
| 2010年8月11日  | 赤頭巾ちゃん御用心             | OToGi8 | 「赤頭巾ちゃん御用心【i-pop ver.】」 「カラフル☆DRIVE」                         | テレビアニメ『オオカミさんと七人の仲間たち』関連曲             |
| 2014年3月26日  | Open Tuning                    | .lady. | 「Open Tuning」 「星を捜して」                                                  | ラジオ『A&G NEXT GENERATION Lady Go!!』主題歌                  |
| 2015年6月3日   | Progression                    | .lady. | 「Progression」 「A Little Magic」                                              | ラジオ『A&G NEXT GENERATION Lady Go!!』主題歌                  |
| 2015年10月14日 | Go!!〜Lady Go!! 卒業アルバム〜 | .lady. | 「君と僕との1ページ」 「Open Tuning（EDM Remix）」 「Progression（EDM Remix）」 | ラジオ『A&G NEXT GENERATION Lady Go!!』主題歌                  |

### シリーズ一覧
1. ↑  第1期（2008年）、第2期『しゅごキャラ!! どきっ』（2009年）
2. ↑  テレビシリーズ（2009年）、特別編『けんぷファー für die Liebe』（2011年）
3. ↑  第1期（2011年）、第2期『ゆるゆり♪♪』（2012年）、特別編『ゆるゆり なちゅやちゅみ!+』（2015年）、第3期『ゆるゆり さん☆ハイ!』（2015年）
4. ↑  第1期（2013年）、Season 2（2017年）、Season 3 Part 1（2018年）、Season 3 Part 2（2019年）、The Final Season Part 1（2021年）、The Final Season Part 2（2022年）、The Final Season 完結編（後編）（2023年）
5. ↑  第1期（2014年）、第2期『SC』（2015年）
6. ↑  第1期（2017年）、第2期『2』（2019年）
7. ↑  1st season（2024年）、2nd season（2025年）

### 初出話一覧
1. 1 2  第1話初出
2. ↑  第13話初出
3. ↑  第5話初出
4. ↑  第7話初出
5. ↑  第4話初出

### ユニットメンバー
1. 1 2  マナミ（田中真奈美）、アミ（七瀬亜深）、リサ&サオリ（林沙織）、リエ（戸塚利絵）、ミホ（中野美穂）、シオリ（三上枝織）、ユミコ（藤田由美子）
2. ↑  ゴールデンボンバー、火風紺（江口拓也）、セングレン（中井和哉）、マリアン（福山潤）、ヒメ（三上枝織）、ペット（細谷佳正）
3. ↑  篠之森真夜（本多真梨子）、叶ゆりあ（三上枝織）、坂田凛々子（松井桃子）
4. ↑  赤座あかり（三上枝織）、歳納京子（大坪由佳）、船見結衣（津田美波）、吉川ちなつ（大久保瑠美）、杉浦綾乃（藤田咲）、池田千歳（豊崎愛生）、大室櫻子（加藤英美里）、古谷向日葵（三森すずこ）、ミラクるん（竹達彩奈）
5. ↑  火風紺（江口拓也）、セングレン（中井和哉）、マリアン（福山潤）、ヒメ（三上枝織）、ペット（細谷佳正）
6. ↑  林檎（三上枝織）、水花（三森すずこ）、栗（大久保瑠美）、花梨（大坪由佳）
7. ↑  ミュース（相坂優歌）、シルフィー（黒沢ともよ）、コボリー（三上枝織）、サーラマ（津田美波）
8. ↑  相模あすか（竹達彩奈）、紫陽たまお（東山奈央）、北里まひろ（内田真礼）、弥栄はな（洲崎綾）、上溝このみ（石上静香）、寸沢嵐ちさと（三上枝織）、新磯じゅんこ（山本希望）、小田相かりん（大空直美）、光ヶ丘ゆい（佐倉綾音）、鵜野森かえで（大坪由佳）、桜台ひなの（初原千絵）、作ノ口めぐみ（豊田萌絵）、田名みずき（優木かな）、藤野ちえ（杉田菜摘）、小倉ひかり（一ノ宮しずか）、小田相ゆず（阿東せれな）
9. ↑  鈴木結愛（西明日香）、佐藤陽菜（明坂聡美）、高橋葵（荻野可鈴）、田中心春（大橋彩香）、園田萌舞子（上田麗奈）、有栖川凛（三上枝織）、十六夜花音（大久保瑠美）、宇佐美陽菜（小松未可子）、円城寺結衣（高森奈津美）、小此木友美（上坂すみれ）
10. ↑  三上枝織、洲崎綾
11. ↑  赤座あかり（三上枝織）、歳納京子（大坪由佳）、船見結衣（津田美波）、吉川ちなつ（大久保瑠美）、杉浦綾乃（藤田咲）、池田千歳（豊崎愛生）、大室櫻子（加藤英美里）、古谷向日葵（三森すずこ）
12. ↑  小日向いちご（竹達彩奈）、柊真琴（荒川美穂）、森園芽以（三上枝織）、山野こだま（南里侑香）
13. 1 2  黒川姫楽（田中美海）、湯の川聖羅（野口瑠璃子）、月岡来瑠碧（西田望見）、花巻吹歌（飯田里穂）、乳頭和（三上枝織）、白骨朋依（新田ひより）、こんぴら桃萌（吉田有里）
14. ↑  サーバル（尾崎由香）、フェネック（本宮佳奈）、アライグマ（小野早稀）
15. ↑  ロイヤルペンギン（佐々木未来）、コウテイペンギン（根本流風）、ジェンツーペンギン（田村響華）、イワトビペンギン（相羽あいな）、フンボルトペンギン（築田行子）
16. ↑  相模あすか（竹達彩奈）、紫陽たまお（東山奈央）、北里まひろ（内田真礼）、弥栄はな（洲崎綾）、上溝このみ（石上静香）、寸沢嵐ちさと（三上枝織）、新磯じゅんこ（山本希望）、小田相かりん（大空直美）、光ヶ丘ゆい（佐倉綾音）、鵜野森かえで（大坪由佳）、桜台ひなの（咲々木瞳）、作ノ口めぐみ（豊田萌絵）、田名みずき（優木かな）、藤野ちえ（小林可奈）、小倉ひかり（立花芽恵夢）、小田相ゆず（長縄まりあ）
17. ↑  明日小路（村上まなつ）、木崎江利花（雨宮天）、兎原透子（鬼頭明里）、古城智乃（若山詩音）、谷川景（関根明良）、鷲尾瞳（石上静香）、水上りり（石川由依）、平岩蛍（麻倉もも）、四条璃生奈（田所あずさ）、神黙根子（伊藤美来）、龍守逢（伊瀬茉莉也）、峠口鮎美（三上枝織）、蛇森生静（神戸光歩）、苗代靖子（本渡楓）、戸鹿野舞衣（白石晴香）、大熊実（小原好美）
18. ↑  チヒロ（山村響）、コタマ（高川みな）、ハレ（貝原怜奈）、マキ（三上枝織）
19. ↑  大久保英恵、井澤詩織、原紗友里、三上枝織、浜崎奈々、ルイズ・スフォルツア、ユカフィン・ドール、ミク・ドール・シャルロット
20. ↑  上坂すみれ、小松未可子、大久保瑠美、高森奈津美、三上枝織